# Baltazar Mathias Keilhau

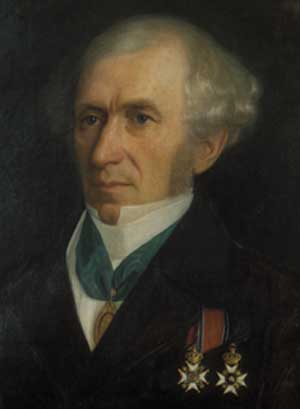
Porträt von Baltazar M. Keilhau, 1857 (Mineralogisk-geologisk museum, Universität Oslo)

Baltazar Mathias Keilhau (* 2. November 1797 in Biri; † 1. Januar 1858 in Christiania, heute Oslo) war ein norwegischer Geograph, Geologe und Bergsteiger.

## Leben
Keilhau wurde in Biri als Sohn des Pastors Johan David Bertram Keilhau und dessen Ehefrau Johanne Marie Bodom geboren. 1830 heiratete er Christine Kemp. Seine Frau war zuvor mit seinem Freund, dem Mathematiker Niels Henrik Abel, verlobt. Bevor Abel 1829 an Tuberkulose starb, empfahl er seine Verlobte an Keilhau, der ihr anbot, sie zu heiraten, obwohl sie sich nie zuvor getroffen hatten, was sie akzeptierte.
Keilhau begründete nach ausgedehnten Forschungsreisen 1821 die mineralogische Forschung an der Universität von Oslo. Nach einer Dozentur von 1826 an wurde er 1834 auf eine ordentliche Professur berufen. Hier leistete er Pionierarbeit für die Geologie Norwegens und schuf mit der Veröffentlichung der Reihe Gaea Norwegica von 1838 bis 1848 die wissenschaftliche Grundlage für die folgende Forschung.

## Forschung
Nachhaltig in der öffentlichen und wissenschaftlichen Wahrnehmung Norwegens blieb Keilhaus Nordlandreise im Jahr 1827, die ihn in die Region Finnmark, zur Bäreninsel und zur Svalbard-Inselgruppe (Spitzbergen) führte. Diese Reise, an der er auf Einladung des Deutschen Barto von Löwenigh (1799–1853) teilnahm, fand ihren Niederschlag in seinem 1831 veröffentlichten Werk „Rejse i Øst- og Vest-Finnmarken samt til Beeren-Eiland og Spitsbergen i aarene 1827 og 1828“ (Reise in die östliche und westliche Finnmarken und zur Bäreninsel und Spitzbergen in den Jahren 1827 bis 1828). Keilhau unternahm weitere Forschungsreisen, die ihn in weite Teile Norwegens führte, unter anderen auch ins Gebirge Jotunheimen seiner Heimatregion Oppland, das er ebenfalls beschrieb.

## Benennung
Nach ihm ist die Keilhaubucht der Insel Edgeøya benannt, der drittgrößten Insel des Svalbard-Archipels. Gleiches gilt für den Keilhau-Gletscher auf Südgeorgien.